# McCarthy (Alaska)
Pour les articles homonymes, voir Mccarthy.
McCarthy est une localité située aux États-Unis, en Alaska, faisant partie de la région de recensement de Valdez-Cordova. Sa population était de 28 habitants (en 2010).

## Situation

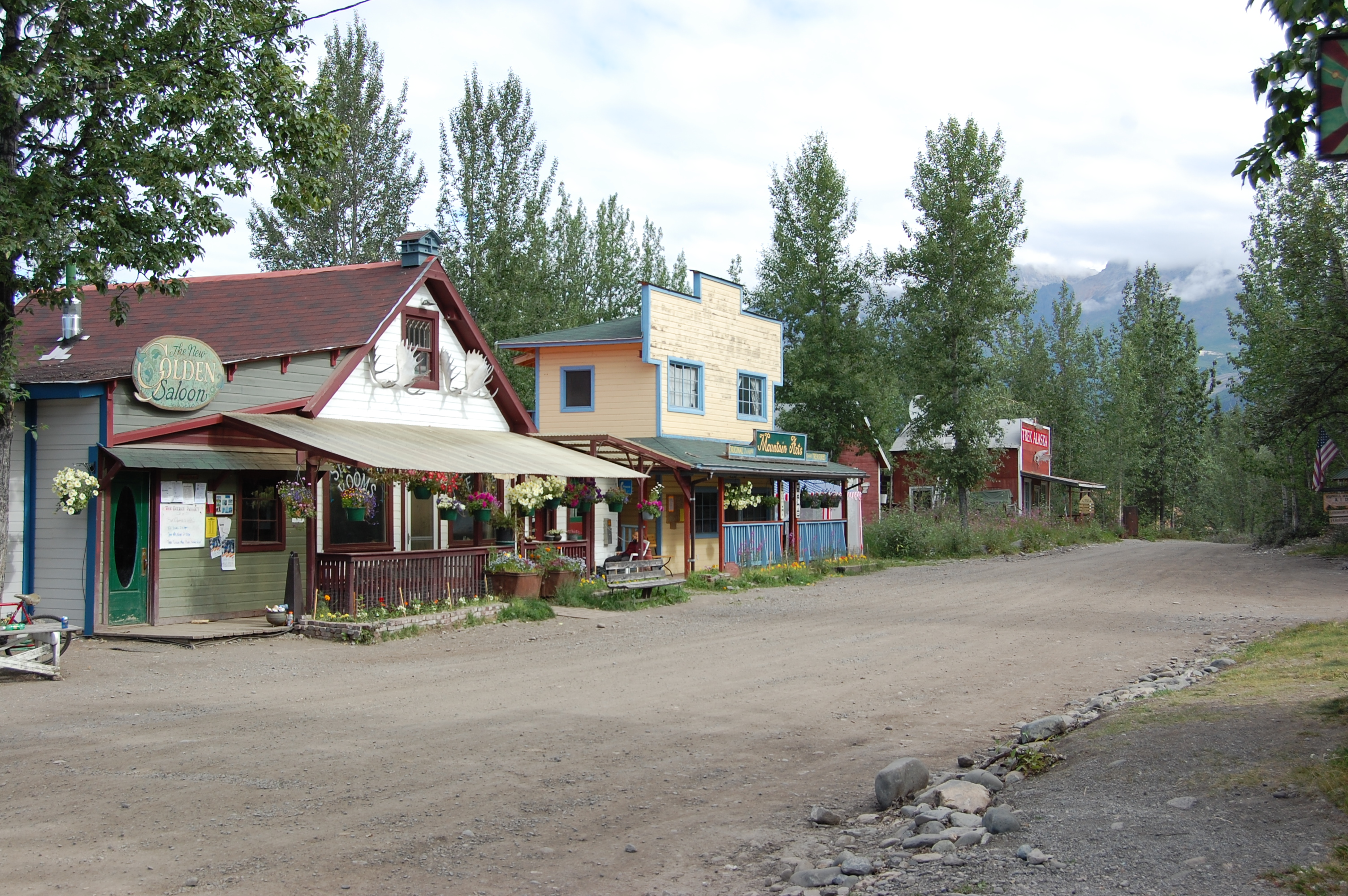
McCarthy

McCarthy est aux pieds des Montagnes Wrangell, à 193 kilomètres au nord est de Cordova. On y accède depuis Chitina par une piste de 90 kilomètres, la McCarthy Road et par des ponts piétonniers qui traversent successivement la rivière Kennicott et la rivière McCarthy. L'accès en véhicule automobile n'est possible qu'en hiver, quand les rivières sont gelées.
Depuis McCarthy, la piste continue vers l'ancienne mine de Kennicott et Root Glacier. C'est une des portes d'entrée du Parc national de Wrangell–Saint-Élie.

## Histoire

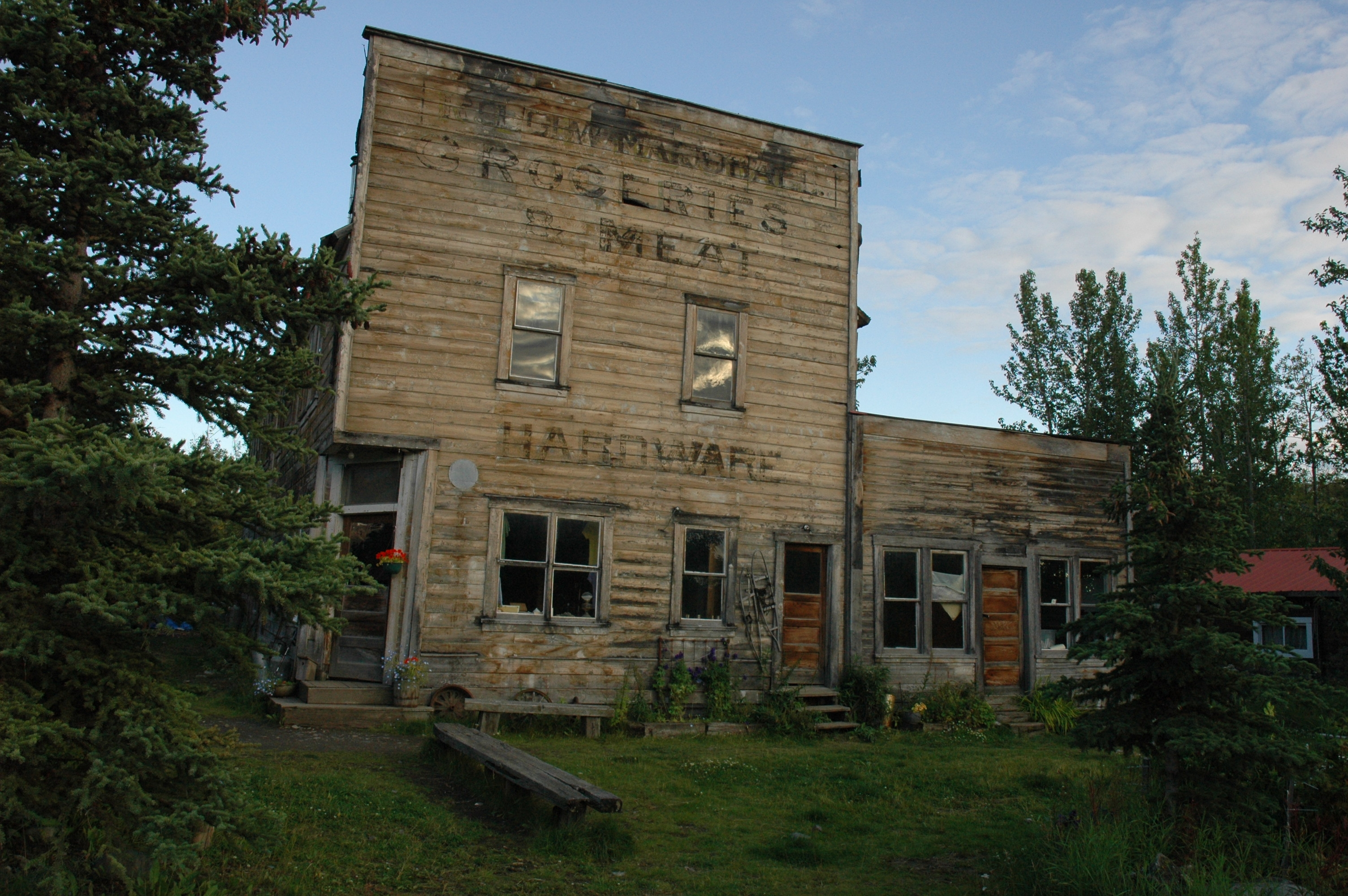
Ancien commerce

Depuis des siècles, les Athabascans chassaient dans la zone de McCarthy. Le chef Nikolai et sa tribu avaient un camp d'été à Dan Creek, à quelques kilomètres, où ils récoltaient des pépites de cuivre, tandis que leur camp principal, celui qu'ils utilisaient pour pêcher le saumon se trouvait à Taral, près de Chitina.
Dans les années 1900, pendant l'exploitation de la mine de Kennicott, alors que toute boisson alcoolisée était interdite sur le site, ainsi que toute forme de prostitution, McCarthy devint l'endroit où venaient se distraire les mineurs. McCarthy devint alors à cette époque une ville assez importante, avec école, hôpital et saloons, surtout quand la ligne ferroviaire Copper River and Northwestern Railway y arrive, en 1911.
En 1938, la mine de Kennicott est abandonnée, et la même année, la ligne de train est arrêtée. La ville voit sa population diminuer jusqu'à disparaître dans les années 1970. Actuellement, depuis 1980, les quelques habitants de McCarthy ne vivent que du tourisme, hébergement, restauration, navettes vers Kennecott, et organisation de randonnées et autres activités sportives dans le parc national de Wrangell–Saint-Élie.

## Démographie
| 1920 | 1930 | 1940 | 1990 | 2000 | 2010 |
| ---- | ---- | ---- | ---- | ---- | ---- |
| 127  | 115  | 49   | 25   | 42   | 28   |

## Dans la culture populaire
L'émission de téléréalité Edge of Alaska (en)est tournée à McCarthy.